# Nine Miles (groupe)
Pour les articles homonymes, voir Miles.
Cet article traite du groupe de reggae, pour la ville voir Nine Miles
Nine Miles est un groupe de reggae créé par Yoshiaki Manabe du groupe the pillows. 

## Nom du groupe
Nine Miles est le lieu de naissance de Robert Nesta Marley (Bob Marley).

## Discographie
- 2001 : Solomonic Polar Bear
- 2003 : Return of the Polar Bear